# Ottana
Ottana là một đô thị ở tỉnh Nuoro ở vùng Sardinia của Italia, tọa lạc cách khoảng 110 km về phía bắc của Cagliari và cách khoảng 25 km về phía tây nam của Nuoro. Tại thời điểm ngày 31 tháng 12 năm 2004, đô thị này có dân số 2.490 người và diện tích là 45,2 km².
Đô thị Ottana có các frazione (đơn vị phụ thuộc) Etfas.
Ottana giáp các đô thị: Bolotana, Noragugume, Olzai, Orani, Sarule, Sedilo.